# 안티 플래그
안티 플래그(Anti-Flag)는 미국의 록 밴드이다.